# Бакије
Бакије је насељено мјесто у граду Горажду, Босна и Херцеговина.

## Становништво
|             | 2013.        | 1991.         | 1981.         | 1971.         |
| Укупно      | 112 (100,0%) | 160 (100,0%)  | 190 (100,0%)  | 168 (100,0%)  |
| Бошњаци     | 112 (100,0%) | 160 (100,0%)1 | 188 (98,95%)1 | 167 (99,40%)1 |
| Хрвати      | –            | –             | 1 (0,526%)    | –             |
| Југословени | –            | –             | 1 (0,526%)    | –             |
| Остали      | –            | –             | –             | 1 (0,595%)    |

1. 1 На пописима од 1971. до 1991. Бошњаци су пописивани углавном као Муслимани.